# UEFA 유로파리그
UEFA 유로파리그(UEFA Europa League ;UEL)는 1971년부터 UEFA가 주관하는 유럽 축구 클럽들을 위한 대회이다. UEFA 챔피언스리그에 이어 2번째로 큰 대회로서 각국의 리그와 컵 대회 성적으로 출전 팀이 결정된다.
1971년에 인터시티스 페어스컵을 대체하기 위한 차원에서 시작되었으며 1999년에는 UEFA 컵위너스컵을 통합했다. 다만 UEFA에서는 인터시티스 페어스컵의 기록을 UEFA 유로파리그의 기록으로 인정하지 않는다. 2009년 7월부터 UEFA컵(UEFA Cup)에서 UEFA 유로파리그라는 현재의 명칭으로 바뀌었다.

## 역사
UEFA 유로파리그는 1971년 최초로 개최되어 유로파리그 첫 우승팀은 토트넘 홋스퍼가 우승하였다. 인터시티스 페어스컵에서 이어받은 '한 도시 당 한 팀'의 규정은 1975년에 사라졌다. 잉글랜드의 에버턴이 리그에서 4위를 하여 출전 자격을 얻었지만 같은 연고지의 리버풀이 2위를 차지하면 참가가 불가능하였다. 에버턴은 이 규정이 불합리한 구 시대의 유물이라며 항의하였고 UEFA는 규정을 없애기로 결정하였다.
이 대회는 원래 국내 리그의 준우승 클럽들을 위한 대회였지만 1999년에 유럽의 2순위 대회였던 UEFA 컵위너스컵과 합쳐지면서 국내 컵 대회 우승 클럽도 참가를 하게 되었다. 그리고 UEFA 챔피언스리그의 3차전 탈락 클럽들과 조별 예선 단계의 각 조의 3위 클럽들도 참가를 한다. 마지막으로 3개의 UEFA 페어 플레이 랭킹 선정 팀과 몇몇 선택된 국내 리그컵대회의 우승자들도 참가를 한다.
우승 클럽은 우승 트로피를 1년 동안 소장하고 다음 시즌 우승 클럽에게 넘겨주는데, 넘겨준 다음에는 4/5 크기에, 제작비가 2,000만 유로 가량이 드는 모형 트로피를 갖게 된다. 또한 3번 연속으로 우승하는 팀이나 통산 5회 우승 팀은 원본 트로피를 영구 소장할 수 있다. 2015-16 시즌에서 세비야가 우승을 차지하면서 원본 트로피를 영구 소유하게 되었다. 유로파리그 전신 대회인 UEFA컵 트로피는 마지막 대회인 2008-09 대회에서 우승한 샤흐타르 도네츠크가 영구 소유하고 있다.
이때까지 2000년의 갈라타사라이, 2003년과 2011년의 포르투, 2005년의 CSKA 모스크바 단 세 팀만이 국내 리그와 국내 컵 대회와 UEFA 유로파리그(당시 UEFA컵)를 동시에 우승하는 위대한 업적인 트레블을 이루어 냈다.
UEFA는 2009-10 시즌부터 UEFA컵의 명칭을 UEFA 유로파리그로 변경하였다.

## 참가 자격
UEFA 유로파리그의 참가 자격은 UEFA 점수를 기반으로 주어지는데, 가장 성공적인 리그들에 가장 많은 자격이 주어진다. 주로 유럽의 1부리그들의 준우승 클럽과 그 밑 순위의 클럽들과 주요 컵 대회 우승 클럽들에게 참가 자격이 돌아간다. 몇몇 나라들은 2번째의 컵 대회를 가지고 있지만 그 컵 대회에 UEFA 유로파리그 참가 자격을 주는 나라는 잉글랜드와 프랑스 뿐이다.
만약 전 UEFA 유로파리그 대회의 우승 클럽이 자국 리그의 성적으로 인해 UEFA가 주관하는 대회(UEFA 챔피언스리그나 UEFA 유로파리그)에 참가하지 못할 경우 UEFA는 예우 차원에서 그 구단이 소속된 축구 협회의 요청에 따라 UEFA 유로파리그에 참가시켜 줄 수 있다. 이 경우 이 클럽의 참가는 그 나라에 할당된 UEFA 유로파리그 참가 자격의 수와 별도로 한다.
한 클럽이 UEFA 주관 대회의 참가 자격을 2가지 방법으로 얻을 경우 UEFA 챔피언스리그가 우선시되고 UEFA 유로파리그에는 참가하지 않는다. 이 클럽의 UEFA 유로파리그의 참가 자격은 다른 클럽으로 넘어간다. 한 클럽이 리그와 컵 대회에서 모두 출전 자격을 획득한다면 UEFA 유로파리그의 '여유' 참가 자격은 그 국가의 축구 협회의 규정에 따라서 다른 유럽 대회의 출전 자격이 없는 컵 대회 준우승자나 리그에서 다음 순위 클럽에 주어진다.

## 대회 방식

### 옛날 방식
원래는 완전한 토너먼트 방식의 대회였다. 결승까지 모든 단계에서 홈-원정의 2회씩 경기를 하다가 1998년부터 결승전은 단판 승부로 바뀌었다. 2003-04 시즌까지는 한 차례의 예선만 있었고 그 이후에는 바로 토너먼트였다.

### 2004-05
UEFA컵은 7월과 8월에 열리는 세번의 예선으로 시작한다. 18위 미만의 축구 협회의 클럽들이 1차 예선에 참가하고 9위에서 18위까지의 축구 협회의 클럽들이 2차 예선에 합류한다. UEFA 페어 플레이 랭킹으로 선발된 3개의 클럽들은 1차 예선에 참가하고 UEFA 인터토토컵으로 선발된 11개의 클럽들은 2차 예선에 참가한다.
예선을 통과한 팀들은 1위에서 13위까지의 축구 협회 클럽들과 함께 1차전에 참가한다. UEFA 챔피언스리그 3차예선 탈락 팀들도 이 단계에서 참가를 하고 전대회 우승 팀도 참가한다. 이 단계의 참가팀은 80개이다.
1차전에서 이긴 40개의 클럽들은 5개씩 8개조의 조별 리그전에 참가한다. 챔피언스리그의 조별 리그전과 다르게 UEFA 유로파리그의 조별 리그전에서는 클럽끼리 한번씩만 경기를 가진다. 각 팀마다 홈에서 두번, 원정에서 두번 경기를 하게 된다. 조마다 상위 3팀이 다음 단계로 올라가는데, 이때 챔피언스리그 조별 리그전에서 3위를 한 팀들이 참가를 하게 된다.
조별 리그전 후에는 겨울 휴식기가 있다. 여기서부터는 홈과 원정의 2번씩 경기를 하는 토너먼트가 시작된다. 결승전은 UEFA의 4성 경기장 기준을 갖춘 중립 구장에서 단판 승부로 이루어진다. 예선과 1차전, 조별 리그전에서 강팀을 보호하기 위해 시드가 적용된다.

### 2009-10 이후의 방식
UEFA 유로파리그의 구성은 3년 주기로 변화된다. 첫 번째 시즌은 2009-10 시즌이다. 가장 큰 변화는 조별 리그인데, 예전 UEFA컵에서는 5개 팀씩 8개 조로 1차전 방식이었지만, 유로파리그에서는 4개 팀씩 12개 조로 2차전을 치르는 방식으로 진행된다. 이와는 별도로, 예선전도 상당한 변화가 있게 된다.
UEFA 점수에 따라 7~9위 국가는 컵 대회 우승 팀과 함께 3팀, 총 네 팀이 유로파리그에 출전할 수 있다. 그리고 리히텐슈타인, 안도라, 산마리노를 제외한 모든 국가는 컵 대회 우승 팀과 2팀, 총 세 팀이 출전할 수 있다. 리히텐슈타인, 안도라, 산마리노는 단 한 팀, 컵 대회 우승 팀만이 출전하게 된다. 보통, 유로파리그에 참가하는 클럽들은 UEFA 챔피언스리그에 참가하는 팀 다음 순위 팀들이 된다. 그러나 잉글랜드와 프랑스는 리그컵을 실시하고 있기 때문에 한 장은 리그컵 우승 팀에게 주어진다. 또한, 세 장의 출전권은 페어플레이 수상팀에게 돌아간다.
일반적으로, 높은 UEFA 점수를 보유하고 있는 국가의 클럽들은 1~4차 예선전 가운데 높은 숫자의 예선전에 참가하게 된다. 그러나 전년도 우승 팀을 제외한 모든 팀들은 적어도 한번의 예선전을 거치게 된다.
또한, 위에서 언급한 팀들 외에도, 챔피언스리그 2차 예선전에서 탈락한 15개 팀은 UEFA 유로파리그의 4차 예선전(예전의 UEFA 유로파리그의 1회전)에 참가하게 되고, 챔피언스리그 3차 예선전에서 탈락한 10개 팀은 유로파리그의 조별 리그로 바로 가게 된다. 12개조의 각조 1, 2위팀이 토너먼트전으로 올라가고, 챔피언스리그의 각 조 3위팀 8개 팀과 함께 32개 팀이 토너먼트를 치르게 된다.
만약 컵 대회 우승 팀이 이미 챔피언스리그에 진출해 있을 경우, 예전에는 컵 대회 준우승 팀에게 그 자리가 주어졌지만, 유로파리그에서는 리그 순위에 따라 결정되게 된다.

### 배분 (2018-19)
UEFA 챔피언스리그 예선에 참가하는 각국 리그 우승팀들이 예선에서 탈락하면, UEFA 유로파리그 상위 단계로 전환된다. 유로파리그 예선은 챔피언스리그 예선에서 탈락한 리그 우승팀이 참가하는 우승팀 루트와 각국 리그 2위 이하 팀들이 참가하는 리그 루트를 둘 다 운영한다.
|                         |                         | 이 단계에 참가하는 팀들 | 이전 단계에서 통과하는 팀들                               | 챔피언스리그에서 전환되는 팀들                                                         |
| ----------------------- | ----------------------- | --- | --------------------------------------------------------- | -------------------------------------------------------------------------------------- |
| 예비 예선 (16개팀)      | 예비 예선 (16개팀)      | - 50-55 순위 국가리그 FA컵 우승팀 6팀 - 49-54 순위 국가리그 2위팀 6팀 - 48-51 순위 국가리그 3위팀 4팀 |                                                           |                                                                                        |
| 1차예선 (94개팀)        | 1차예선 (94개팀)        | - 25-49 순위 국가리그 FA컵 우승팀 25팀 - 18-48 순위 국가리그 2위팀 30팀 (리히텐슈타인 제외) - 16-47 순위 국가리그 3위팀 31팀 (리히텐슈타인 제외) | - 예비예선 승자 8팀                                       |                                                                                        |
| 2차예선                 | 우승팀 루트 (20개팀)    | |                                                           | - 챔피언스리그 1차예선 패자 17팀 - 챔피언스리그 예비예선 패자 3팀                      |
| 2차예선                 | 리그 루트 (74개팀)      | - 18-24 순위 국가리그 FA컵 우승팀 7팀 - 16-17 순위 국가리그 2위팀 2팀 - 13-15 순위 국가리그 3위팀 3팀 - 7-15 순위 국가리그 4위팀 9팀 - 5-6 순위 국가리그 5위팀 2팀 (프랑스는 쿠프드프랑스 우승팀에 배정) - 1-4 순위 국가리그 6위팀 4팀 (잉글랜드는 리그컵 우승팀에 배정) | - 1차예선 승자 47개팀                                     |                                                                                        |
| 3차예선                 | 우승팀 루트 (20개팀)    | | - 우승팀 루트 2차예선 승자 10개팀                         | - 챔피언스리그 2차예선 패자 10개팀                                                     |
| 3차예선                 | 리그루트 (52개팀)       | - 13-17 순위 국가리그 FA컵 우승팀 5팀 - 7-12 순위 국가리그 3위팀 6팀 - 6 순위 국가리그 4위팀 1팀 | - 리그 루트 2차예선 승자 37개팀                           | - 리그 루트 챔피언스리그 2차예선 패자 3팀                                              |
| 플레이오프 라운드       | 우승팀 루트 (16개팀)    | | - 우승팀 루트 3차예선 승자 10개팀                         | - 우승팀 루트 챔피언스리그 3차예선 패자 6개팀                                          |
| 플레이오프 라운드       | 리그루트 (26개팀)       | | - 리그루트 3차예선 승자 26개팀                            |                                                                                        |
| 본선 조별 리그 (48개팀) | 본선 조별 리그 (48개팀) | - 1-12 순위 국가리그 FA컵 우승팀 12개팀 - 5 순위 국가리그 4위팀 1개팀 - 1-4 순위 국가리그 5위팀 4개팀 | - 플레이오프 라운드 승자 21개팀                           | - 챔피언스리그 플레이오프 라운드 패자 6개팀 - 리그루트 챔피언스리그 3차예선 패자 4개팀 |
| 결선 토너먼트 (32개팀)  | 결선 토너먼트 (32개팀)  | | - 조별리그 각조 1위팀 12개팀 - 조별리그 각조 2위팀 12개팀 | - 챔피언스리그 본선 조별 리그 각조 3위팀 8개팀                                         |

### 참가팀수 배분 (2021–22 시즌부터 2023–24 시즌까지)
2021-22 시즌부터 유럽 대회 3부리그 격인 UEFA 컨퍼런스리그가 출범될 것이고 유로파리그 본선 참가팀수가 총 32개팀으로 줄어들 것이다.
|                             |                             | 이 단계에 참가하는 팀들 | 이전 단계에서 통과하는 팀들                                                  | 챔피언스리그에서 전환되는 팀들                                                                                             |
| --------------------------- | --------------------------- | --- | ---------------------------------------------------------------------------- | --- |
| 3차예선                     | 우승팀 루트 (10개팀)        | |                                                                              | - 우승팀 루트 챔피언스리그 2차예선 패자 10개팀                                                                             |
| 3차예선                     | 리그 루트 (6개팀)           | - 13–15 순위 국가리그 FA컵 우승팀 3팀                                                                                                |                                                                              | - 리그 루트 챔피언스리그 2차예선 패자 3팀                                                                                  |
| 플레이오프 라운드 (20개팀)  | 플레이오프 라운드 (20개팀)  | - 7–12 순위 국가리그 FA컵 우승팀 6개팀                                                                                               | - 우승팀 루트 3차예선 승자 5개팀 - 리그 루트 3차예선 승자 3개팀              | - 우승팀 루트 챔피언스리그 3차예선 패자 6개팀                                                                              |
| 본선 조별리그 (32개팀)      | 본선 조별리그 (32개팀)      | - 1–6 순위 국가리그 FA컵 우승팀 6개팀 - 5 순위 국가리그 4위팀 1개팀 - 1–4 순위 국가리그 5위팀 4개팀 - UEFA 유로파컨퍼런스리그 우승팀 | - 플레이오프 라운드 승자 10개팀                                              | - 우승팀 루트 챔피언스리그 플레이오프 라운드 패자 4개팀 - 리그 루트 챔피언스리그 3차예선과 플레이오프 라운드 패자 총 6개팀 |
| 예비 결선 토너먼트 (16개팀) | 예비 결선 토너먼트 (16개팀) | | - 유로파리그 본선 조별 리그 각조 2위팀 8개팀                                 | - 챔피언스리그 본선 조별 리그 각조 3위팀 8개팀                                                                             |
| 결선 토너먼트 (16개팀)      | 결선 토너먼트 (16개팀)      | | - 유로파리그 본선 조별 리그 각조 1위팀 8개팀 - 예비 결선 토너먼트 승자 8개팀 | |

### 참가팀수 배분 (2024–25 시즌부터)
|                            |                            | 이 단계에 참가하는 팀들                                                                                | 이전 단계에서 통과하는 팀들                                     | 챔피언스리그에서 전환되는 팀들                                                                                             |
| -------------------------- | -------------------------- | --- | --------------------------------------------------------------- | --- |
| 1차예선 (18개팀)           | 1차예선 (18개팀)           | - 16–33 순위 국가리그 FA컵 우승팀 18개팀                                                               |                                                                 | |
| 2차예선 (16개팀)           | 2차예선 (16개팀)           | - 7–12 순위 국가리그 FA컵 우승팀 6개팀 - 6 순위 국가리그 4위팀 1개팀                                   | - 1차예선 승자 9팀                                              | |
| 3차예선(26개팀)            | 우승팀 루트 (12개팀)       | |                                                                 | - 우승팀 패스 챔피언스리그 2차예선 패자 12개팀                                                                             |
| 3차예선(26개팀)            | 리그 루트 (14개팀)         | - 13–15 순위 국가리그 FA컵 우승팀 3팀                                                                  | - 리그 패스 2차예선 승자 8팀                                    | - 리그 패스 챔피언스리그 2차예선 패자 3팀                                                                                  |
| 플레이오프 라운드 (24개팀) | 플레이오프 라운드 (24개팀) | - 8–12 순위 국가리그 FA컵 우승팀 5개팀                                                                 | - 우승팀 패스 3차예선 승자 6개팀 - 리그 패스 3차예선 승자 7개팀 | - 우승팀 패스 챔피언스리그 3차예선 패자 6개팀                                                                              |
| 본선 리그 (36개팀)         | 본선 리그 (36개팀)         | - UEFA 유로파컨퍼런스리그 우승팀 - 1–7 순위 국가리그 FA컵 우승팀 7개팀 - 1–5 순위 국가리그 5위팀 5개팀 | - 플레이오프 라운드 승자 12개팀                                 | - 우승팀 패스 챔피언스리그 플레이오프 라운드 패자 5개팀 - 리그 패스 챔피언스리그 3차예선과 플레이오프 라운드 패자 총 6개팀 |

## 우승

### 시즌별 우승 구단
| 시즌    | 우승                      | 점수                     | 준우승                        | 결승전 경기장                                                     |
| ------- | ------------------------- | ------------------------ | ----------------------------- | ----------------------------------------------------------------- |
| 1971-72 | 토트넘 홋스퍼             | 2-1 1-1                  | 울버햄프턴 원더러스           | 울버햄프턴, 몰리뉴 스타디움 런던, 화이트 하트 레인                |
| 1972-73 | 리버풀                    | 3-0 0-2                  | 보루시아 묀헨글라트바흐       | 리버풀, 안필드 묀헨글라트바흐, 뵈켈베르크 슈타디온                |
| 1973-74 | 페예노르트                | 2-2 2-0                  | 토트넘 홋스퍼                 | 런던, 화이트 하트 레인 로테르담, 스타디온 페예노르트              |
| 1974-75 | 보루시아 묀헨글라트바흐   | 0-0 5-1                  | 트벤터                        | 뒤셀도르프, 라인슈타디온 엔스헤데, 디크만 경기장                  |
| 1975-76 | 리버풀                    | 3-2 1-1                  | 클뤼프 브뤼허                 | 리버풀, 안필드 브뤼허, 얀 브레이델 경기장                         |
| 1976-77 | 유벤투스                  | 1-0 1-2 (a)              | 아틀레틱 빌바오               | 토리노, 스타디오 코무날레 빌바오, 산 마메스 바리아                |
| 1977-78 | PSV 에인트호번            | 0-0 3-0                  | 바스티아                      | 바스티아, 스타드 아르망 세사리 에인트호번, 필립스 스타디온        |
| 1978-79 | 보루시아 묀헨글라트바흐   | 1-1 1-0                  | 츠르베나 즈베즈다             | 베오그라드, 스타디온 츠르베나 즈베즈다 뒤셀도르프, 라인슈타디온   |
| 1979-80 | 아인트라흐트 프랑크푸르트 | 2-3 1-0 (a)              | 보루시아 묀헨글라트바흐       | 묀헨글라트바흐, 뵈켈베르크 슈타디온 프랑크푸르트, 발트슈타디온    |
| 1980-81 | 입스위치 타운             | 3-0 2-4                  | AZ 알크마르                   | 입스위치, 포트먼 로드 암스테르담, 암스테르담 올림픽 스타디움      |
| 1981-82 | 예테보리                  | 1-0 3-0                  | 함부르크                      | 예테보리, 울레비 함부르크, 폴크스파르크슈타디온                   |
| 1982-83 | 안데를레흐트              | 1-0 1-1                  | 벤피카                        | 브뤼셀, 헤이젤 경기장 리스본, 이스타디우 다 루스                  |
| 1983-84 | 토트넘 홋스퍼             | 1-1 1-1 (a.e.t.) (3-2 p) | 안데를레흐트                  | 브뤼셀, 콩스탕 반덴 스토크 스타디온 런던, 화이트 하트 레인        |
| 1984-85 | 레알 마드리드             | 3-0 0-1                  | 비데오톤                      | 세케슈페헤르바르, 스타디온 소스토이 마드리드, 산티아고 베르나베우 |
| 1985-86 | 레알 마드리드             | 5-1 0-2                  | 쾰른                          | 마드리드, 산티아고 베르나베우 베를린, 올림피아 슈타디온           |
| 1986-87 | 예테보리                  | 1-0 1-1                  | 던디 유나이티드               | 예테보리, 울레비 던디, 태너다이스 파크                            |
| 1987-88 | 바이어 레버쿠젠           | 0-3 3-0 (a.e.t.) (3-2 p) | 에스파뇰                      | 바르셀로나, 에스타디오 사리아 레버쿠젠, 울리히 하벌란드 슈타디온  |
| 1988-89 | 나폴리                    | 2-1 3-3                  | 슈투트가르트                  | 나폴리, 스타디오 산 파올로 슈투트가르트, 네카어슈타디온           |
| 1989-90 | 유벤투스                  | 3-1 0-0                  | 피오렌티나                    | 토리노, 스타디오 코무날레 피렌체, 스타디오 파르테니오             |
| 1990-91 | 인테르나치오날레          | 2-0 0-1                  | 로마                          | 밀라노, 스타디오 주세페 메아차 로마, 스타디오 올림피코            |
| 1991-92 | 아약스                    | 2-2 0-0 (a)              | 토리노                        | 토리노, 스타디오 델레 알피 암스테르담, 암스테르담 올림픽 스타디움 |
| 1992-93 | 유벤투스                  | 3-1 3-0                  | 도르트문트                    | 도르트문트, 베스트팔렌슈타디온 토리노, 스타디오 델레 알피         |
| 1993-94 | 인테르나치오날레          | 1-0                      | 레드불 잘츠부르크             | 빈, 에른스트 하펠 슈타디온 밀라노, 주세페 메아차                  |
| 1994-95 | 파르마                    | 1-0 1-1                  | 유벤투스                      | 파르마, 스타디오 엔니오 타르디니 밀라노, 스타디오 주세페 메아차   |
| 1995-96 | 바이에른 뮌헨             | 2-0 3-1                  | 지롱댕 드 보르도              | 뮌헨, 뮌헨 올림픽 슈타디온 보르도, 파르크 레스퀴르                |
| 1996-97 | 샬케 04                   | 1-0 0-1 (a.e.t.) (4-1 p) | 인테르나치오날레              | 겔젠키르헨, 파르크슈타디온 밀라노, 주세페 메아차                  |
| 1997-98 | 인테르나치오날레          | 3-0                      | 라치오                        | 파리, 파르크 데 프랭스                                            |
| 1998-99 | 파르마                    | 3-0                      | 마르세유                      | 모스크바, 루즈니키 스타디움                                       |
| 1999-00 | 갈라타사라이              | 0-0 (a.e.t.) (4-1 p)     | 아스널                        | 코펜하겐, 파르켄                                                  |
| 2000-01 | 리버풀                    | 5-4 (a.e.t. g.g.)        | 알라베스                      | 도르트문트, 베스트팔렌슈타디온                                    |
| 2001-02 | 페예노르트                | 3-2                      | 보루시아 도르트문트           | 로테르담, 스타디온 페예노르트                                     |
| 2002-03 | 포르투                    | 3-2 (a.e.t.)             | 셀틱                          | 세비야, 에스타디오 데 라 카르투하                                 |
| 2003-04 | 발렌시아                  | 2-0                      | 마르세유                      | 예테보리, 울레비                                                  |
| 2004-05 | CSKA 모스크바             | 3-1                      | 스포르팅                      | 리스본, 조제 알발라드                                             |
| 2005-06 | 세비야                    | 4-0                      | 미들즈브러                    | 에인트호번, 필립스 스타디온                                       |
| 2006-07 | 세비야                    | 2-2 (a.e.t.) (3-1 p)     | 에스파뇰                      | 글래스고, 햄던 파크                                               |
| 2007-08 | 제니트 상트페테르부르크   | 2-0                      | 레인저스                      | 맨체스터, 이티하드 스타디움                                       |
| 2008-09 | 샤흐타르 도네츠크         | 2-1 (a.e.t.)             | 베르더 브레멘                 | 이스탄불, 쉬크뤼 사라졸루 스타디움                                |
| 2009-10 | 아틀레티코 마드리드       | 2-1 (a.e.t.)             | 풀럼                          | 함부르크, HSH 노르드방크 아레나                                   |
| 2010-11 | 포르투                    | 1-0                      | 브라가                        | 더블린, 아비바 스타디움                                           |
| 2011-12 | 아틀레티코 마드리드       | 3-0                      | 아틀레틱 빌바오               | 부쿠레슈티, 아레나 나치오날러                                     |
| 2012-13 | 첼시                      | 2-1                      | 벤피카                        | 암스테르담, 암스테르담 아레나                                     |
| 2013-14 | 세비야                    | 0-0 (a.e.t.) (4-2 p)     | 벤피카                        | 토리노, 유벤투스 스타디움                                         |
| 2014-15 | 세비야                    | 3-2                      | 드니프로 드니프로페트로우스크 | 바르샤바, 바르샤바 국립 경기장                                    |
| 2015-16 | 세비야                    | 3-1                      | 리버풀                        | 바젤, 장크트 야콥 파크                                            |
| 2016-17 | 맨체스터 유나이티드       | 2-0                      | 아약스                        | 솔나, 프렌즈 아레나                                               |
| 2017-18 | 아틀레티코 마드리드       | 3-0                      | 올랭피크 드 마르세유          | 데신샤르피외, 파르크 올랭피크 리요네                              |
| 2018-19 | 첼시                      | 4-1                      | 아스널                        | 바쿠, 바쿠 올림픽 경기장                                          |
| 2019-20 | 세비야                    | 3-2                      | 인테르나치오날레              | 쾰른, 라인에네르기슈타디온                                        |
| 2020-21 | 비야레알                  | 1-1 (a.e.t.) (11-10 p)   | 맨체스터 유나이티드           | 그단스크, 그단스크 아레나                                         |
| 2021-22 | 아인트라흐트 프랑크푸르트 | 1-1 (a.e.t.) (5-4 p)     | 레인저스                      | 세비야, 에스타디오 라몬 산체스 피스후안                           |
| 2022-23 | 세비야                    | 1-1 (a.e.t.) (4-1 p)     | 로마                          | 부다페스트, 푸슈카시 아레나                                       |
| 2023-24 | 아탈란타                  | 3-0                      | 바이어 레버쿠젠               | 더블린, 아비바 스타디움                                           |
| 2024-25 | 토트넘 홋스퍼             | 1-0                      | 맨체스터 유나이티드           | 빌바오, 산 마메스                                                 |
| 2025-26 |                           |                          |                               | 이스탄불, 보다폰 아레나                                           |
| 2026-27 |                           |                          |                               | 프랑크푸르트, 도이체 방크 파르크                                  |

### 구단별 우승 횟수
| 클럽                      | 우승 | 준우승 | 우승 연도                                | 준우승 연도      |
| ------------------------- | ---- | ------ | ---------------------------------------- | ---------------- |
| 세비야                    | 7    | 0      | 2006, 2007, 2014, 2015, 2016, 2020, 2023 | —                |
| 인테르나치오날레          | 3    | 2      | 1991, 1994, 1998                         | 1997, 2020       |
| 토트넘 홋스퍼             | 3    | 1      | 1972, 1984, 2025                         | 1974             |
| 리버풀                    | 3    | 1      | 1973, 1976, 2001                         | 2016             |
| 유벤투스                  | 3    | 1      | 1977, 1990, 1993                         | 1995             |
| 아틀레티코 마드리드       | 3    | 0      | 2010, 2012, 2018                         | —                |
| 보루시아 묀헨글라드바흐   | 2    | 2      | 1975, 1979                               | 1973, 1980       |
| 페예노르트                | 2    | 0      | 1974, 2002                               | —                |
| IFK 예테보리              | 2    | 0      | 1982, 1987                               | —                |
| 레알 마드리드             | 2    | 0      | 1985, 1986                               | —                |
| 파르마                    | 2    | 0      | 1995, 1999                               | —                |
| 포르투                    | 2    | 0      | 2003, 2011                               | —                |
| 첼시                      | 2    | 0      | 2013, 2019                               | —                |
| 아인트라흐트 프랑크푸르트 | 2    | 0      | 1980, 2022                               | —                |
| 맨체스터 유나이티드       | 1    | 2      | 2017                                     | 2021, 2025       |
| 안데를레흐트              | 1    | 1      | 1983                                     | 1984             |
| 아약스                    | 1    | 1      | 1992                                     | 2017             |
| PSV 에인트호번            | 1    | 0      | 1978                                     | —                |
| 입스위치 타운             | 1    | 0      | 1981                                     | —                |
| 바이어 레버쿠젠           | 1    | 1      | 1988                                     | 2024             |
| 나폴리                    | 1    | 0      | 1989                                     | —                |
| 바이에른 뮌헨             | 1    | 0      | 1996                                     | —                |
| 샬케 04                   | 1    | 0      | 1997                                     | —                |
| 갈라타사라이              | 1    | 0      | 2000                                     | —                |
| 발렌시아                  | 1    | 0      | 2004                                     | —                |
| CSKA 모스크바             | 1    | 0      | 2005                                     | —                |
| 제니트 상트페테르부르크   | 1    | 0      | 2008                                     | —                |
| 샤흐타르 도네츠크         | 1    | 0      | 2009                                     | —                |
| 비야레알                  | 1    | 0      | 2021                                     | —                |
| 아탈란타                  | 1    | 0      | 2024                                     | —                |
| 벤피카                    | 0    | 3      | —                                        | 1983, 2013, 2014 |
| 올랭피크 드 마르세유      | 0    | 3      | —                                        | 1999, 2004, 2018 |
| 아틀레틱 빌바오           | 0    | 2      | —                                        | 1977, 2012       |
| 에스파뇰                  | 0    | 2      | —                                        | 1988, 2007       |
| 로마                      | 0    | 2      | —                                        | 1991, 2023       |
| 보루시아 도르트문트       | 0    | 2      | —                                        | 1993, 2002       |
| 아스널                    | 0    | 2      | —                                        | 2000, 2019       |
| 레인저스                  | 0    | 2      | —                                        | 2008, 2022       |
| 울버햄프턴 원더러스       | 0    | 1      | —                                        | 1972             |
| 트벤터                    | 0    | 1      | —                                        | 1975             |
| 클뤼프 브뤼허             | 0    | 1      | —                                        | 1976             |
| 바스티아                  | 0    | 1      | —                                        | 1978             |
| 츠르베나 즈베즈다         | 0    | 1      | —                                        | 1979             |
| AZ 알크마르               | 0    | 1      | —                                        | 1981             |
| 함부르크                  | 0    | 1      | —                                        | 1982             |
| 비데오톤                  | 0    | 1      | —                                        | 1985             |
| 쾰른                      | 0    | 1      | —                                        | 1986             |
| 던디 유나이티드           | 0    | 1      | —                                        | 1987             |
| 슈투트가르트              | 0    | 1      | —                                        | 1989             |
| 피오렌티나                | 0    | 1      | —                                        | 1990             |
| 토리노                    | 0    | 1      | —                                        | 1992             |
| 레드불 잘츠부르크         | 0    | 1      | —                                        | 1994             |
| 지롱댕 드 보르도          | 0    | 1      | —                                        | 1996             |
| 라치오                    | 0    | 1      | —                                        | 1998             |
| 알라베스                  | 0    | 1      | —                                        | 2001             |
| 셀틱                      | 0    | 1      | —                                        | 2003             |
| 스포르팅                  | 0    | 1      | —                                        | 2005             |
| 미들즈브러                | 0    | 1      | —                                        | 2006             |
| 베르더 브레멘             | 0    | 1      | —                                        | 2009             |
| 풀럼                      | 0    | 1      | —                                        | 2010             |
| 브라가                    | 0    | 1      | —                                        | 2011             |
| 드니프로                  | 0    | 1      | —                                        | 2015             |

## 오피셜 스폰서
UEFA 유로파리그는 8개의 다국적 기업이 후원하며, 이들 기업은 UEFA 컨퍼런스리그에서도 같은 후원사를 맡고 있다.
2024-27 시즌까지의 주요 후원사는 다음과 같다:
- 베타노
- 저스트 잇 테이크어웨이닷컴
- 한국타이어
- 리들
- 엥겔베르트 스트라우스
- 플릭스 SE
- 엔터프라이즈 렌터카
- 스위스쿼트

## 같이 보기
- UEFA 챔피언스리그
- UEFA 컨퍼런스리그
- UEFA 슈퍼컵
- 코파 수다메리카나
- AFC컵
- CAF 컨페더레이션컵